# Циприпедиум
Циприпедиум (Cypripedium) е род от 47 вида. Абревиатура Cyp. Земна орхидея, често с много цветове на едно стъбло.

## Разпространение
Срещат се предимно в по-студения климат на Северното полукълбо, в Северна Америка, Европа и Азия. Някои растат в тундрата на Аляска и Сибир, което е необичайно студено местообитание за орхидеи. Те могат да издържат на екстремни студове, растат в снега и цъфтят когато снегът се стопи. В дивата природа са на изчезване, поради намаляващите им местообитания. Наричат ги Дамски пантофки. Родът има дълга история, датираща от 2500 години в Далечния изток, където са били използвани за лекарство.

## Отглеждане
Почвата никога не трябва да изсъхва напълно. Торят се редовно в началото на пролетта, използвайте търговски минерални торове в една четвърт от нормалната концентрация.
Важно: Да не се използват торф и органични торове.
Изисква 2 до 3 часа директни слънчеви лъчи през ранното утро или късния следобед и да бъде покрито с шарена сянка през останалата част на деня. Подходящо засаждане е това, близо до пораснали дървета. Горски растения са и предпочитат хладни места, които не стават твърде сухи и горещи през лятото. Расте на полусянчести места, без пряка слънчева светлина, особено по обяд. Районите, в които виреят папрати също са подходящи за дамските пантофки.
Почвата, в която растението се отглежда, би трябвало да се поддържа с неутрално рН (тоест рН 6,5 – 7,5).
Добрия дренаж е много важен при засаждането на земните орхидеи. Саксиите трябва да има достатъчен обем за кореновия растеж в период от две-три години. За предпочитане е да се използват пластмасови саксии.
Ризомата се засажда по следния начин:
Най-отдолу 5 см. дренаж от керамзит, след това 8 см. микс, поставя се ризомата с кълнчето нагоре и се затрупва изцяло. Най-отгоре се слагат 2 см. дребни камъчета или пемза.
Микс първи вариант: 40% Seramis, 40% перлит, 10% кори, 10% почва.
Смес от Seramis (изпечени пръстени, глинени гранули) и перлит, от които 80% – повече Seramis при по-сух континентален климат, по-малко при по-влажен климат, но обикновено 40% на 40%, 10% компост от кора от дърво, 10% стерилизирана глинеста почва.
Микс втори вариант: 1 част глинена почва, 3 части едър кварцов пясък, 1 част кори и сфагнум, 1 част Seramis(ситен керамзит).
Микс трети вариант: 2 части едър пясък, 6 части перлит, 2 части почва микс.

## Синоними
Следващите видове са описани като синоними на Cypripedium:
| - Arietinum Beck - Calceolaria Heist. ex Fabr., not to be confused with Calceolaria L. - Calceolus Mill. - Ciripedium Zumagl. - Criogenes Salisb. - Criosanthes Raf. - Fissipes Small - Hypodema Rchb. - Sacodon Raf. - Schizopedium Salisb. |

## Видове и естествени хибриди
Съществуват около 356 вида от този род:
- Cypripedium acaule: Mocassin Flower, Pink Lady's-Slipper,Two-leaved Lady's-slipper (C. and E. Canada, NC & E U.S.A)
- Cypripedium agnicapitatum (Manchuria)
- Cypripedium × alaskanum (C. guttatum × C. yatabeanum; Alaska)
- Cypripedium × andrewsii (C. candidum × C. parviflorum var. pubescens) (E Canada, NC & NE U.S.A)
- Cypripedium arietinum: Ram's-head Lady's-slipper (C & E Canada, NC & NE U.S.A)
- Cypripedium bardolphianum (China)
  - Cypripedium bardolphianum var. bardolphianum (China)
  - Cypripedium bardolphianum var. zhongdianense (China)
- Cypripedium calceolus (Yellow Lady's-Slipper, Woodpecker nuksack; Europe to Japan)
- Cypripedium calcicolum (China)
- Cypripedium californicum (California Lady's-Slipper; Oregon, N. California)
- Cypripedium candidum (Small White Lady Slipper; SE Canada, NC & E U.S.A)
- Cypripedium × catherinae (C. macranthon × C. shanxiense; Russian Far East)
- Cypripedium cheniae (China)
- Cypripedium × columbianum (C. montanum × C. parviflorum var. pubescens; W Canada, NW U.S.A)
- Cypripedium cordigerum (Heart-Lip Lady's-slipper; N Pakistan to Himalaya, S Tibet)
- Cypripedium daweishanense (S.C.Chen & Z.J.Liu) S.C.Chen & Z.J.Liu (2005) (Yunnan, China South-Central)
- Cypripedium debile (Frail Lady's-slipper) (Japan, Taiwan, China)
- Cypripedium dickinsonianum (Mexico (S Chiapas) to Guatemala)
- Cypripedium elegans (E Nepal to China)
- Cypripedium fargesii (China)
- Cypripedium farreri (China)
- Cypripedium fasciculatum (Brownie Lady's-slipper, Clustered Lady's-slipper; W U.S.A)
- Cypripedium fasciolatum (China)
- Cypripedium flavum (Yellow Lady's-slipper; SE Tibet, SC China)
- Cypripedium formosanum (Formosa Lady's-Slipper; C Taiwan)
- Cypripedium forrestii (China)
- Cypripedium franchetii (Franchet's Lady's-slipper; C & SC China)
- Cypripedium froschii (China)
- Cypripedium guttatum (Spotted Lady's-Slipper; European Russia to Korea, Alaska to Yukon)
- Cypripedium henryi (Henry's Lady's-slipper; C China)
- Cypripedium x herae. (C.parviflorum x C.reginae) (Manitoba, Canada)
- Cypripedium himalaicum (SE Tibet to Himalaya)
- Cypripedium irapeanum (Pelican Orchid, Irapeao Lady's-slipper; Mexico to Honduras)
- Cypripedium japonicum (Japan Lady's-slipper; China, Korea, Japan)
- Cypripedium kentuckiense (Kentucky Lady's-Slipper, Southern Lady's-Slipper; C & E U.S.A)
- Cypripedium lentiginosum (China)
- Cypripedium lichiangense S.C.Chen & P.J.Cribb (China (SW Sichuan, NW Yunnan), NE Myanmar)
  - Cypripedium lichiangense var. daweishanense S.C.Chen & Z.J.Liu (синоним на Cypripedium daweishanense (S.C.Chen & Z.J.Liu) S.C.Chen & Z.J.Liu 2005)
- Cypripedium ludlowii (SE Tibet)
- Cypripedium macranthos (Large-flowered Lady's-slipper; E Belarus to temperate E Asia)
- Cypripedium malipoense S.C.Chen & Z.J.Liu (Yunnan, China South-Central)
- Cypripedium margaritaceum (Pearl-white Lady's-slipper; China)
- Cypripedium micranthum (China)
- Cypripedium molle (Mexico)
- Cypripedium montanum (Large Lady's-slipper, Mountain Lady's-slipper, White Lady's-slipper, Moccasin flower; Alaska to California)
- Cypripedium morinanthum (Manchuria)
- Cypripedium neoparviflorum (Manchuria)
- Cypripedium palangshanense (China)
- Cypripedium parviflorum Salisb. (Canada, E U.S.A)
  - Cypripedium parviflorum var. parviflorum (Canada, E U.S.A.)
  - Cypripedium parviflorum var. pubescens (Yellow Lady's-slipper; N. America; rhizome geophyte)
- Cypripedium passerinum (Franklyn's Lady's-slipper, Small White Northern Lady's-slipper, Sparrow's Egg Lady's-slipper; Alaska to Canada, Montana)
- Cypripedium plectrochilum (N Myanmar to SC China)
- Cypripedium pubescens (Greater yellow lady's-slipper)
- Cypripedium reginae Walter: Large White Lady's-slipper, Queen's Lady's-slipper, Showy Lady's-slipper; C & E Canada, NC & E. U.S.A)
- Cypripedium roseum (Manchuria)
- Cypripedium rubronerve (China)
- Cypripedium segawai (EC Taiwan)
- Cypripedium shanxiense (China to N Japan)
- Cypripedium sichuanense (China)
- Cypripedium sinapoides (Manchuria)
- Cypripedium subtropicum (SE. Tibet)
- Cypripedium taibaiense (China)
- Cypripedium tibeticum (Sikkim to C China)
- Cypripedium × ventricosum (Russia to Korea)
- Cypripedium wardii (SE. Tibet, China)
- Cypripedium × wenqingiae (C. farreri × C. tibeticum; China)
- Cypripedium wumengense (China)
- Cypripedium yatabeanum (Russian Far East to N & NC Japan, Aleutian Islands to SW Alaska)
- Cypripedium yunnanense (SE Tibet, China)